# The Space Brothers
The Space Brothers is een Britse trance- deephouseact die bestaat uit producers Stephen Jones en Ricky Simmonds. Het duo produceert ook onder andere namen. De bekendsten daarvan zijn Chakra en Lustral. Voor vocalen laten ze zich meestal bijstaan door Kate Cameron.

## Biografie
Simmonds en Jones begonnen met samenwerken in 1995. Dat jaar verscheen de debuutsingle Stay With Me. Met I Am (1996) van Chakra bereikten ze voor het eerst de hitlijsten. Met Chakra werden ook de singles Home en Love Shines Through (1999) uitgebracht. Als The Space Brothers wisten ze met Forgiven (I Feel Your Love) de Vlaamse Utratop te bereiken. In 1999 verscheen het album Shine. Voor een nieuw geluid beginnen ze het project Lustral, dat trance met breakbeatinvloeden combineert. Daarbij laten ze zich inspireren door Missing van Everything But The Girl en de Zooromancer remix van Heller & Farley van het nummer Salome van U2. Voor de vocalen werden ze door het label in contact gebracht met de Britse zangeres Tracy Ackerman. Het kost enige moeite de plaat uitgebracht te krijgen, maar uiteindelijk wil Hooj Choons het proberen. In 1997 werd de remix door Nalin & Kane populair op parties maar bleef onderaan de Britse hitlijsten steken  op nummer 60. In 1999 kwam de plaat opnieuw onder de aandacht door diverse remixen waaronder de loungeversie van A Man Called Adam. Deze keer wist de plaat tot nummer 30 te komen. Ze werkten ook mee aan de bescheiden hit Orlando Dawn van Liquid, door de radioversie te mixen. In 2002 bereikte het duo opnieuw de Britse hitlijsten met het nummer Am I on your mind van het project Oxygen. Het nummer werd ingezongen door Andrea Britton. Er kwam nooit een vervolg op dit project.
Van Lustral verscheen een tijd lang vrij weinig tot het album Deepest, Darkest Secrets (2007) werd uitgebracht. In 2008 kwam het duo onder contract bij  Armada Music. Daar brachten de als Simmonds & Jones het album  Interpretations uit. In 2009 bliezen ze op het label het Space Brothers project tijdelijk nieuw leven in met een reeks tracks die bij verscheen. De eerdere hits werden verzameld op Lustral presents Trance Classics (2009). Op Armada verschijnt in 2014 ook Empathy, het tweede album van Lustral.

## Discografie
| Single met hitnotering(en) in de Vlaamse Ultratop 50 | Datum van verschijnen | Datum van binnenkomst | Hoogste positie | Aantal weken | Opmerkingen |
| ---------------------------------------------------- | --------------------- | --------------------- | --------------- | ------------ | ----------- |
| Forgiven (I Feel Your Love)                          | 1997                  | 17-01-1998            | 13              | 12           |             |